# گونودا
گونودا (به لاتین: Gonoda) یک منطقهٔ مسکونی در روسیه است که در داغستان واقع شده‌است.